# Нестеренко, Павел Антонович
Па́вел Анто́нович Нестере́нко (15 июля 1912, село Бекаровка, ныне в Запорожской области, Украины — 6 мая 1981, Барнаул, Алтайский край) — советский офицер-пехотинец во время Великой Отечественной войны, Герой Советского Союза (31.05.1945). Майор.

## Биография
Родился 15 июля 1912 года на Украине, в запорожском селе Бекаровка. Перед Первой мировой войной семья переехала в Томскую губернию, Славгородский уезд, посёлок Вишнёвка. После окончания школы-семилетки поступил на курсы счетоводов. Затем работал по полученной специальности в местном колхозе и даже какое-то время был председателем колхоза. В 1933 году был направлен на учёбу в Омскую сельскохозяйственную школу, по окончании которой стал работать агрономом МТС, а через три года возглавил отдел агитации и пропаганды райкома партии в Омской области.
В Красной Армии с 1939 года. В 1940 году окончил курсы политсостава. На фронте с 27 августа 1941 года. В боях под Старой Руссой получил боевое крещение и был контужен. После окончания курсов комсостава командовал стрелковой ротой. Отличился в Яссо-Кишинёвской наступательной операции, за которую был награждён своим первым орденом. 
Будучи уже начальником штаба батальона в составе 990-го стрелкового полка 230-й стрелковой дивизии 5-й ударной армии 1-го Белорусского фронта прошёл с боями Польшу, освобождал Варшаву. В феврале 1945 года при форсировании Одера, когда вышел из строя командир батальона, капитан Нестеренко взял командование на себя. В течение 70 суток бойцы его батальона удерживали плацдарм до генерального наступления советских войск на Берлин. За эту операцию капитану Нестеренко П. А. указом Президиума Верховного Совета СССР от 31.05.1945 года было присвоено звание Героя Советского Союза. В апреле 1945 года умело руководил батальоном в сложных уличных боях при взятии Берлина.
С декабря 1945 года по февраль 1947 года Нестеренко П. А. — командир отдельной роты почётного караула при главнокомандующем группы советских оккупационных войск в Германии. С февраля 1947 года — заместитель военного коменданта, а затем — старший офицер комендатуры советской военной администрации земли Саксония. Закончил службу в марте 1949 года референтом Советской администрации земли Саксония, в звании майора.
В 1949 году майор П. А. Нестеренко совершил уголовное преступление — убийство во время пьяного дебоша. В июле 1949 года он был арестован, а уже в августе 1949 года осужден за это преступление к 6 годам лишения свободы. Указом Президиума Верховного Совета СССР от 9 мая 1950 года лишён звания Героя Советского Союза.
Досрочно освобождён в 1952 году. После освобождения трудился агрономом-семеноводом и главным агрономом совхоза совхоза «Коммунар» в Алейском районе. С весны 1957 года жил в селе Боровском Парфёновского района (с 1963 года — Алейского района), где работал экономистом и агрономом совхоза «Боровской». Учитывая добросовестный труд и ходатайства однополчан, Президиум Верховного Совета СССР указом от 21 января 1969 года восстановил П. А. Нестеренко в звании Героя Советского Союза.
В 1977 году вышел на заслуженный отдых и переехал в город Барнаул. Скончался и похоронен в Барнауле.
Награждён орденами Ленина (31.05.1945), Богдана Хмельницкого 3-й степени (5.03.1945), Красной Звезды (11.10.1944), медалями.

## Примечание
1. ↑  От солдата до генерала. Воспоминания о Великой Отечественной войне.